# Kuskulana River
Der Kuskulana River ist ein rund 35 Kilometer langer rechter Nebenfluss des Chitina River im Süden des US-Bundesstaats Alaska. 

## Verlauf
Er entspringt dem Kuskulana-Gletscher am Mount Blackburn in den Wrangell Mountains. Der Kuskulana River fließt in südwestlicher Richtung und mündet in den nach Westen strömenden Chitina River.
Der Kuskulana River gehört zum Flusssystem des Copper River, der zum Golf von Alaska fließt.

## Sonstiges
Bei Kilometer 28 der McCarthy Road überspannt die Kuskulana River Bridge den Canyon des Flusses. Die Stahlträger-Brücke wurde 1910 als Eisenbahnbrücke gebaut und wird heute für Straßenfahrzeuge genutzt.